# Wilzschhaus
Wilzschhaus ist ein Ortsteil der Gemeinde Schönheide im sächsischen Erzgebirgskreis und die westlichste Siedlung des Erzgebirges.

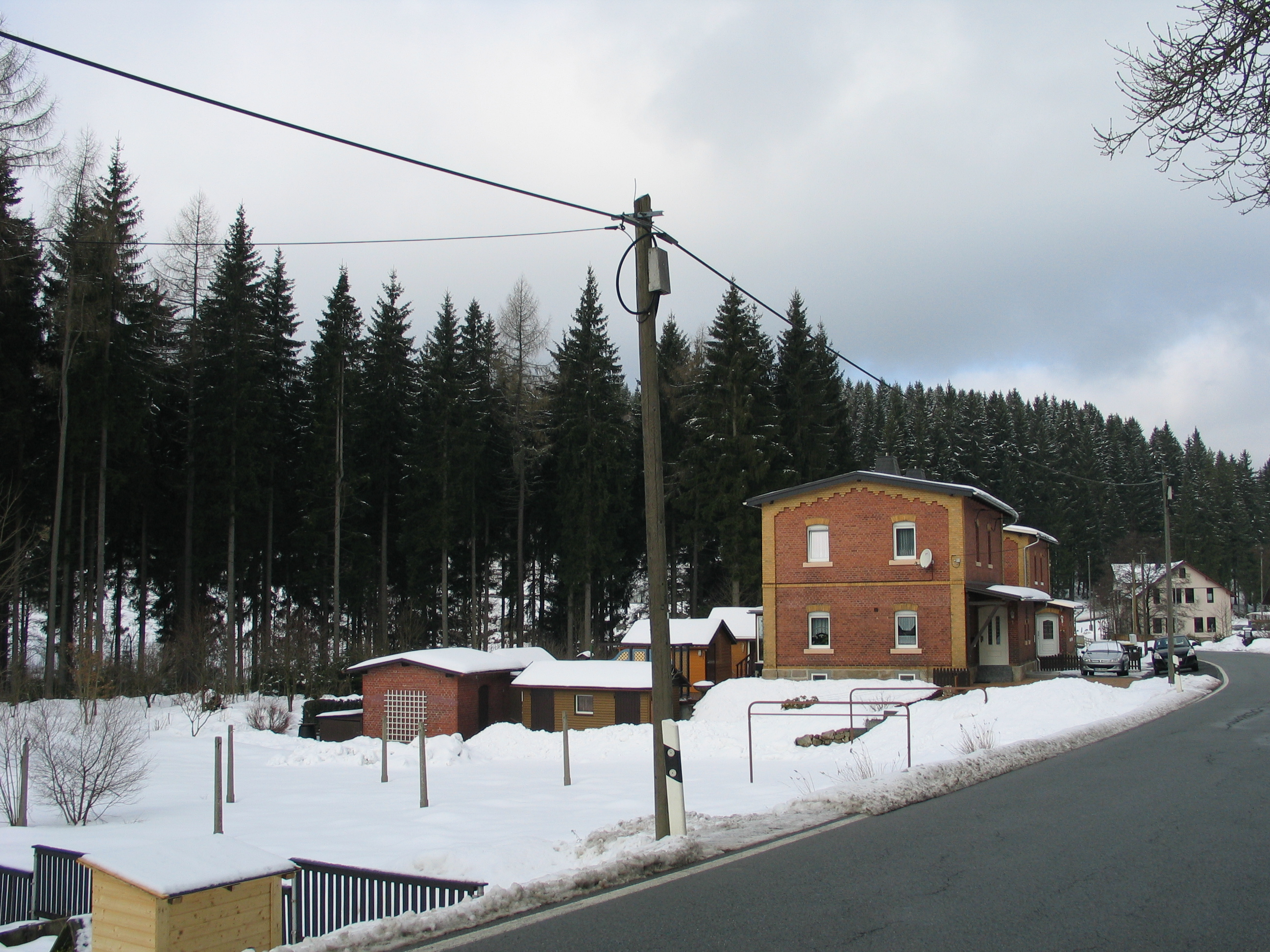
Siedlungsbild in Wilzschhaus

## Geografie
Wilzschhaus liegt im Westerzgebirge an der Mündung der Wilzsch in die Zwickauer Mulde. Es ist der erste erzgebirgische Ort im Tal der Zwickauer Mulde an der historischen Grenze zum oberen Vogtland. Der Ort liegt auf einer Höhe von 595,7 Metern (Bahnhof) am Fuß des Häckerhannesbergs (677,7 Meter) zwischen dem Oberen Keilberg (689,1 Meter) und der Mehltheuer. Wenige Schritte unterhalb des Bahnhofs mündet der von links kommende Silberbach, der längste Bach auf Schönheider Gebiet, in die Mulde.
Wilzschhaus liegt nach der Naturraumkarte von Sachsen teilweise in der Mikrogeochore „Carlsfelder Wilzsch-Tal“ und teilweise im „Rautenkranz-Schönheider-Muldetal“, beide sind Teil der Mesogeochore „Eibenstocker Bergrücken“.
Nachbarorte sind Schönheide, zu dem es als Ortsteil gehört, Eibenstock und Carlsfeld im Erzgebirgskreis und Morgenröthe-Rautenkranz im Vogtlandkreis.

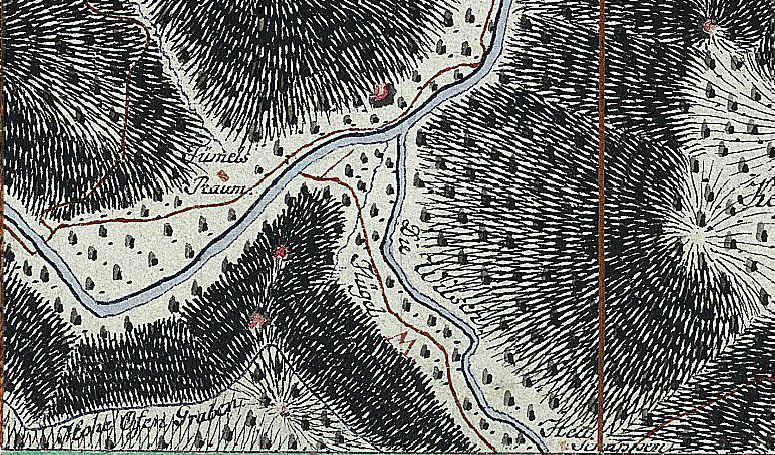
Mündung der Wilzsch an der Zwickauer Mulde – Karte von 1791

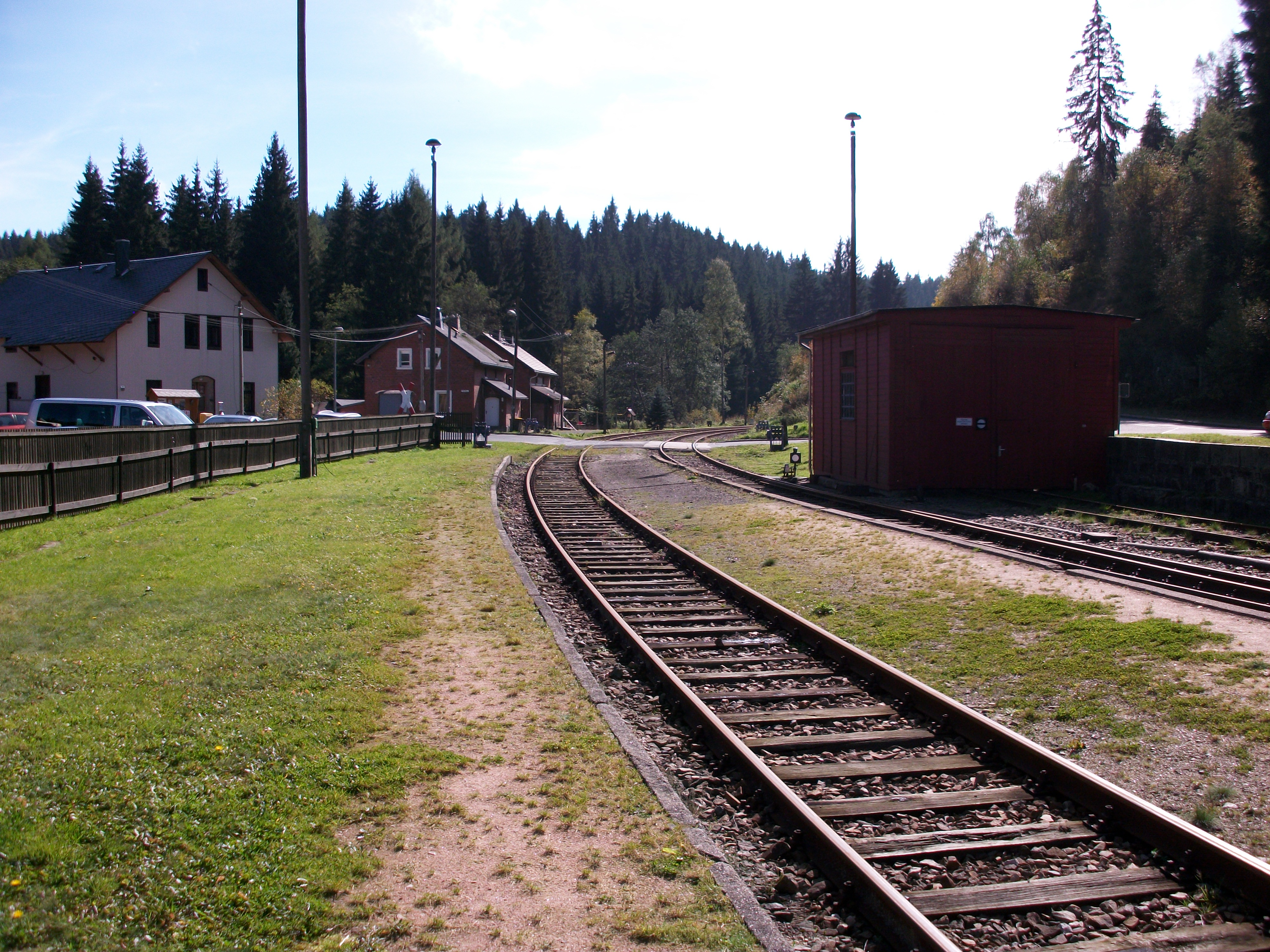
Bahnlinie ins Vogtland

## Geschichte
Wilzschhaus entstand als Siedlung etwa im letzten Drittel des 19. Jahrhunderts. Sein Name wechselte allerdings.
Albert Schiffner nennt 1833 das Forstrevier Wilzschhaus, was zur Oberförsterei Eibenstock gehörte.
Das Neue alphabetische Orts-Verzeichnis des Königreichs Sachsen von 1837 erwähnt ein Wilzschhaus mit dem Zusatz Forsthaus an der Wilzsch, es bestünde aus einem einzelnen Haus, einem Wohnhaus mit sieben Bewohnern. Kirchlich und schulisch gehöre es zu Carlsfeld. Bei diesem Wilzschhaus handelt es sich aber um die heute Wilzschmühle genannte Siedlung oberhalb des heutigen Wilzschhaus, denn Albert Schiffner beschreibt 1839 in seinem Handbuch der Geographie, Statistik und Topographie des Königreichs Sachsen das Forsthaus im heutigen Wilzschmühle und bezeichnet es ausdrücklich als Wilzschhaus. Später, etwa 1848, nennt er es „königliche[s] Forst- oder Wilzschhaus“. In Blatt 195 der Berliner Ausgabe der Asterschen Meilenblätter von Sachsen, datierend von 1791, gibt es an der Mündung der Wilzsch in die Zwickauer Mulde  keinen Eintrag mit der Bezeichnung Wilzschhaus. Die rote Markierung auf der linken Seite der Zwickauer Mulde steht für ein Gebäude, das „Tümmelhaus“. Albert Schiffner beschrieb in seinem etwa 1848 erschienenen Führer im Muldenthale die damalige Situation, das Tümmelhaus stehe isoliert, die Wilzsch münde ihm gegenüber in die Zwickauer Mulde. Muldeaufwärts findet sich in Blatt 195 der Berliner Ausgabe der Meilenblätter von Sachsen die Ortsangabe Tümels Raum. Das Tümmelhaus dürfte das erste Haus im Bereich der Mündung der Wilzsch in die Zwickauer Mulde gewesen sein, die Grundlage für die spätere Siedlung Wilzschhaus. Die Siedlung entstand allerdings auf der westlichen Seite der Mulde. Dies dürfte durch die Lage der Bahnanlagen begründet sein.
Der großen Wälder links und rechts der Zwickauer Mulde gehörten um 1500 den Edlen von der Planitz. Diese beschlossen die Besiedlung des heutigen Schönheide, ließen von 1537 an die ersten Siedler im Gebiet von Schönheide den Wald roden und gaben dem 1549 gegründeten Schönheide die ersten Privilegien, verbunden mit Pflichten wie Frondiensten. Die Rodung und damit die Besiedlung Schönheides ging nach dem Wortlaut der Gründungsurkunde von Schönheide, sog. Befreiungsbrief des Balthasar Friedrich Edlen von der Planitz, vom 20. März 1549 zwar im Süden vom Dorfbach Schönheides bis zur Zwickauer Mulde, die gerodeten Hufen reichten aber muldeaufwärts nie bis Wilzschhaus. 1563 wurde Schönheide vom sächsischen Kurfürsten August gekauft und gehörte seitdem zur Herrschaft Schwarzenberg.
1566 wurde das erste Hammerwerk an der Zwickauer Mulde im muldeabwärts von Wilzschhaus gelegenen Schönheiderhammer errichtet. Schönheiderhammer war erst von 1839, also nach dem Inkrafttreten der neuen sächsischen Gemeindeverfassung, an formal eine Gemeinde.
Wilzschhaus war nie eine eigenständige Gemeinde, sondern gehörte zu Schönheiderhammer, bis dieses im Jahr 1948 nach Schönheide eingemeindet wurde. Vor der Besiedlung wurde die weitgehend von Wald bestandene Gegend des heutigen Wilzschhaus in einem Kartenwerk von Matthias Oeder um 1600 Wilzschheide genannt. Auch die Karte des erzgebirgischen Kreises von Friedrich Adam Zürner, entstanden in der Zeit zwischen 1721 und 1742, verwendet den Begriff Wilzschheide.
In der Neuen Sächsischen Kirchengalerie wird berichtet, Wilzschhaus sei seit 1890 nach Schönheide eingepfarrt.
Wilzschhaus hatte eine eigene Schule. In den 1880er Jahren wird die Mitversorgung von Rautenkranzer Schülern durch die Schule in Wilzschhaus angegangen. 1930 wird die Schule im Adressbuch als eine der beiden Schulen der Gemeinde Schönheiderhammer benannt. Die Schulwege nach Carlsfeld oder nach Schönheiderhammer wären selbst im 19. Jahrhundert und in der Zeit davor zu weit gewesen, wenn nicht im Winter ganz unpassierbar. Die Schule bestand noch nach dem Zweiten Weltkrieg. Sie hatte zwei Klassenräume, in einem wurden die sechs- bis zehnjährigen Kinder und in dem anderen die elf- bis vierzehnjährigen unterrichtet. Im Jahr 1966 wurde diese Schule geschlossen, und die Kinder gingen in Carlsfeld zur Schule.
Zum 1. Juli 1948 erfolgte die Eingemeindung Schönheiderhammers und seines Ortsteiles Wilzschhaus nach Schönheide (Gesetz über den Zusammenschluss der Gemeinden Schönheide, Schönheiderhammer und Neuheide – Landkreis Aue – vom 29. April 1949, rückwirkendes Inkrafttreten des Gesetzes).

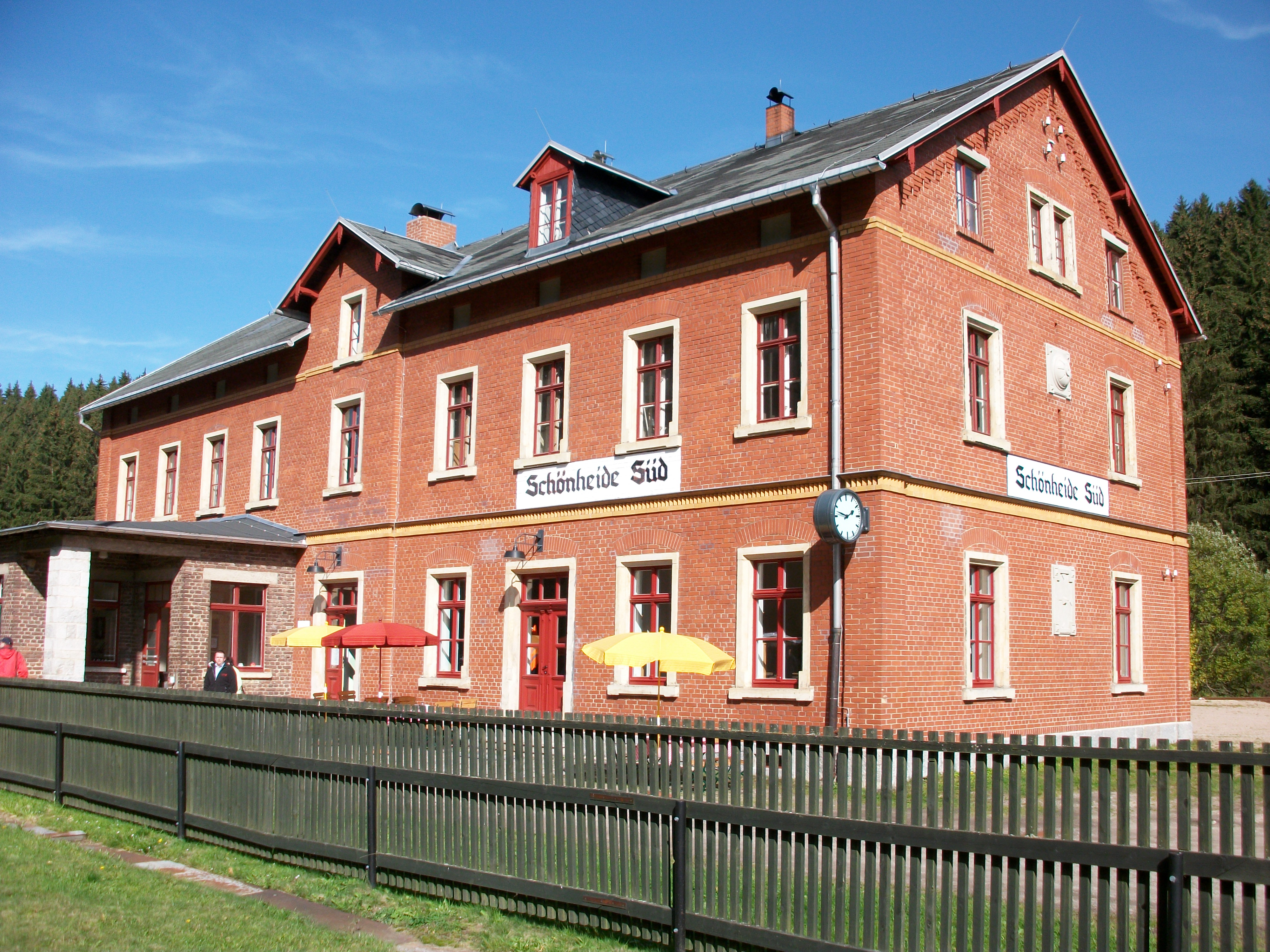
Bahnhof Schönheide Süd

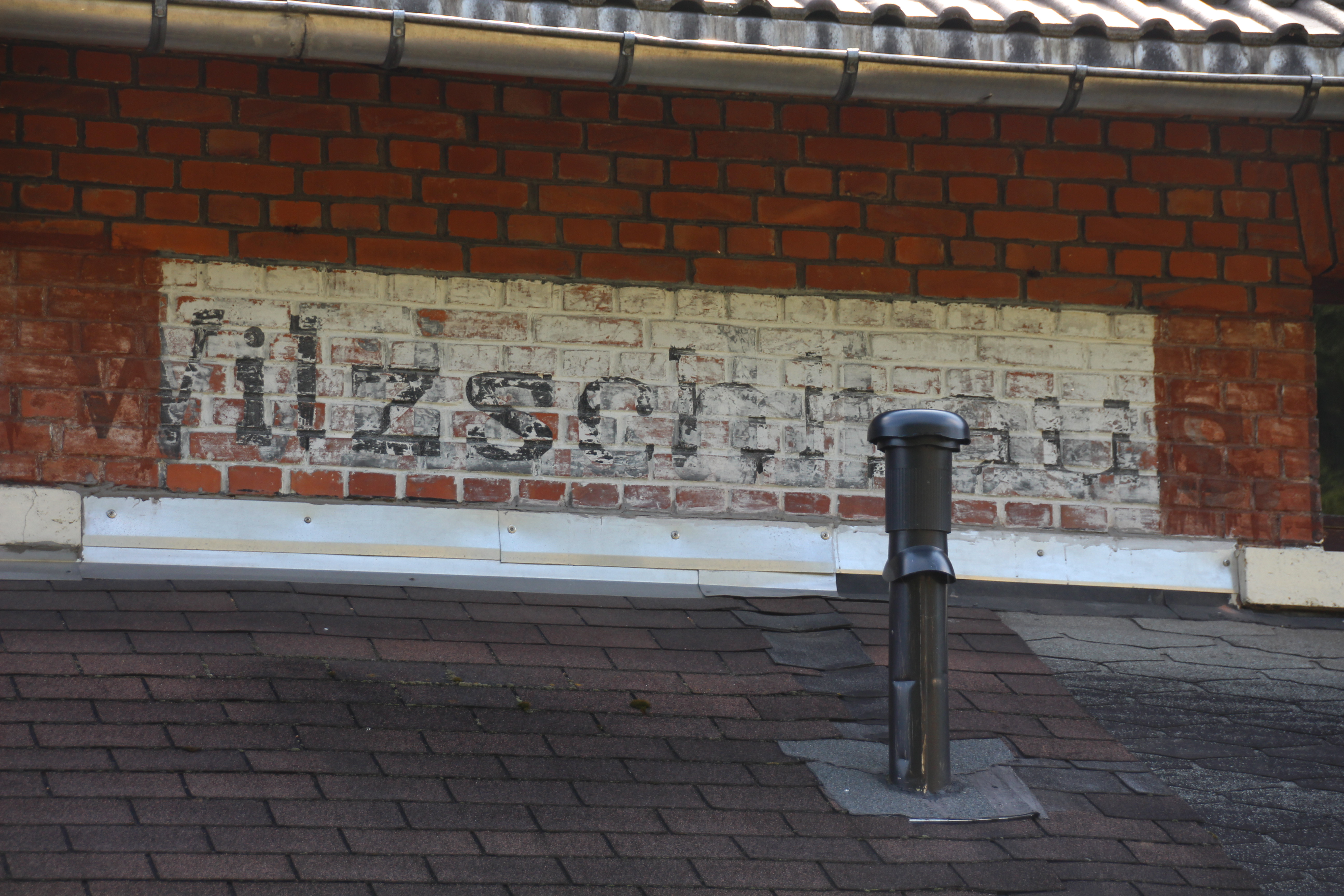
Der Name des Bahnhofs vor 1950: Wilzschhaus

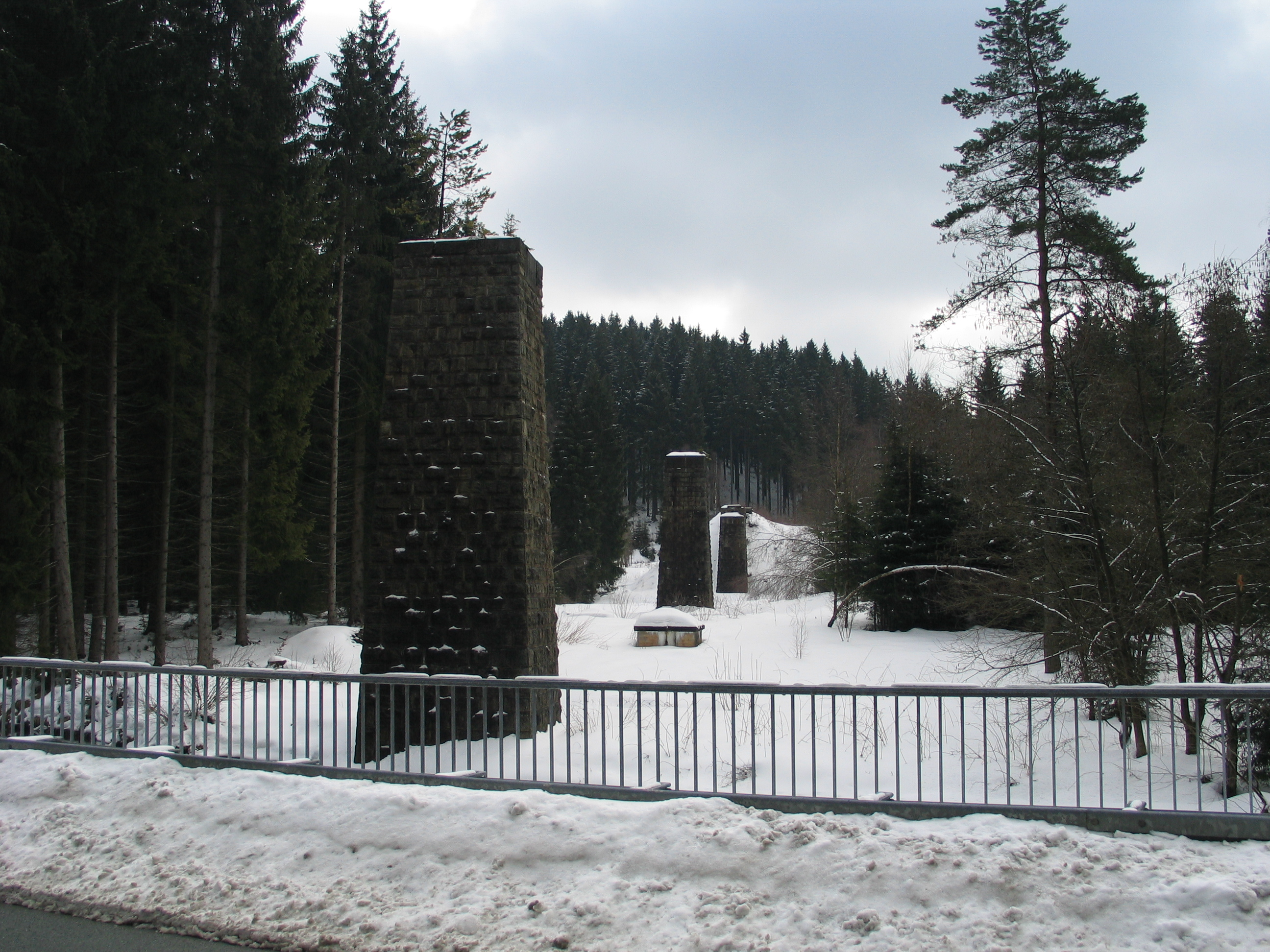
Reste der großen Brücke für die Schmalspurbahn

## Flößerei
Die Flößerei auf der Wilzsch hatte angesichts der Mündung der Wilzsch in die Zwickauer Mulde große Bedeutung für Wilzschhaus. Auf beiden Flüssen wurde geflößt.
Sogar ein „Spezialaufseher der Flößerei“ wohnte in Wilzschhaus. Die Gemeinde Schönheide hielt im Jahr 1795 „ihre vier Muldenbrücken“ durch das Floßgeschehen für erheblich abgenutzt, erhielt aber den bei der „höheren Landesbehörde“ erbetenen Zuschuss für Brückenbauten nicht.

## Wilzschhaus im Eisenbahnzeitalter
Einen großen Zuwachs an Bedeutung erlebte die Wilzschheide ab 1871 mit dem Bau der Bahnstrecke Chemnitz–Adorf und deren Eröffnung am 1. Oktober 1875. Seit der Errichtung des Bahnhofes Wilzschhaus auf Carlsfelder Flur wurde die Ansiedlung Wilzschhaus genannt. Ab 1876 entstanden in Bahnhofsnähe Fabriken der Holz- und Papierindustrie. Mit dem Bau der Schmalspurbahn Wilkau-Haßlau–Carlsfeld wurde die Station Wilzschhaus zu einem bedeutsamen Kreuzungsbahnhof zwischen Regel- und Schmalspur ausgebaut. Am 16. Dezember 1893 erfolgte die Eröffnung des Abschnittes von Saupersdorf über Schönheide nach Wilzschhaus und am 22. Juni 1897 zwischen Wilzschhaus und Carlsfeld. Zum Überqueren der Zwickauer Mulde und zum kreuzungsfreien Betrieb der Regelspur- und der Schmalspurstrecke musste eine Reihe von Brücken gebaut werden. Die höchste mit der weitesten Spannweite war die Brücke für die Schmalspurbahn, deren Gleise hoch aus dem Tal des Silberbachs kamen und über diese Brücke die Straße im Muldental, danach die Mulde und schließlich auch die Regelspurstrecke überquerten. Für diese Stahlträgerbrücke waren neben den Widerlagern auf beiden Seiten zwei gemauerte Pfeiler und vier Stahlgitterpfeiler erforderlich. Die beiden Mauerpfeiler und die Fundamente der Stahlpfeiler waren zu Beginn des 21. Jahrhunderts noch vorhanden. Alle Stahlteile der Brücke und der Träger waren nach der 1977 erfolgten Einstellung des Bahnverkehrs abgebaut worden.
In einer Landkarte aus der Zeit vor dem Ersten Weltkrieg wurde trotz des Maßstabs von 1:75.000 die Bedeutung von Wilzschhaus für die Holzwirtschaft herausgestellt, indem neben der Angabe „Bhf. Wilzschhaus“ noch festgehalten wurde „Holzladestelle Wilzschhaus“.
Ende des Zweiten Weltkrieges wurde am 25. April 1945 ein Pfeiler des Muldenviadukts der Schmalspurbahn durch deutsche Truppen gesprengt, aber schon im Juli 1945 konnte der Zugverkehr wieder aufgenommen werden. Wilzschhaus war nach Ende des Krieges 1945 vom 8. Mai 1945 an wie der restliche Kreis Schwarzenberg sechs Wochen unbesetztes Gebiet, bis die Rote Armee als Besatzungsmacht einrückte.
Im Zuge einer Umbenennung aller fünf Bahnhöfe und Haltepunkte im Gemeindegebiet Schönheides durch die Deutsche Reichsbahn erhielt der Bahnhof Wilzschhaus im Jahr 1950 den Namen Schönheide Süd.
1966 wurde der Verkehr auf der Schmalspurstrecke nach Carlsfeld eingestellt, 1977 auch in Richtung Schönheide. Wilzschhaus verlor somit seine verkehrstechnische Bedeutung als Kreuzungspunkt der Regelspurstrecke Chemnitz – Aue – Adorf mit der 750-Millimeter-Schmalspurstrecke Wilkau-Haßlau – Carlsfeld.
Durch den Bau der Talsperre Eibenstock verkehrten auf der Regelspurstrecke ab 1975 die Züge aus Richtung Adorf nur noch bis Schönheide Ost. Vier Jahre später war Wilzschhaus Endhaltestelle für den Personenverkehr, bis dieser 1982 bis Muldenberg eingestellt wurde. Seit 1998 ist die Strecke stillgelegt, allerdings verkehrten die letzten Güterzüge schon 1995.

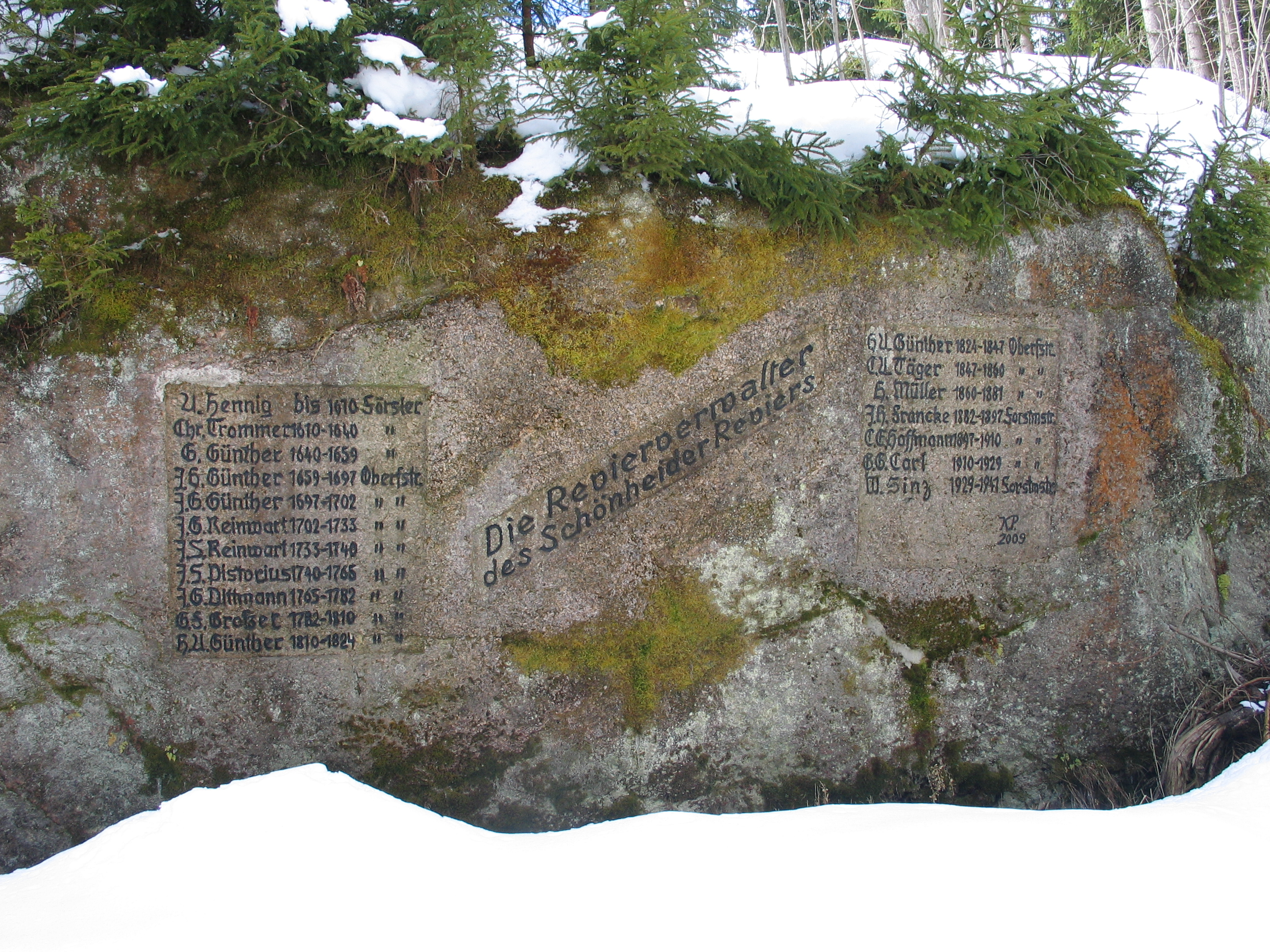
Denkmal für die Förster des Schönheider Reviers

## Kultur und Sehenswürdigkeiten
Kulturdenkmale

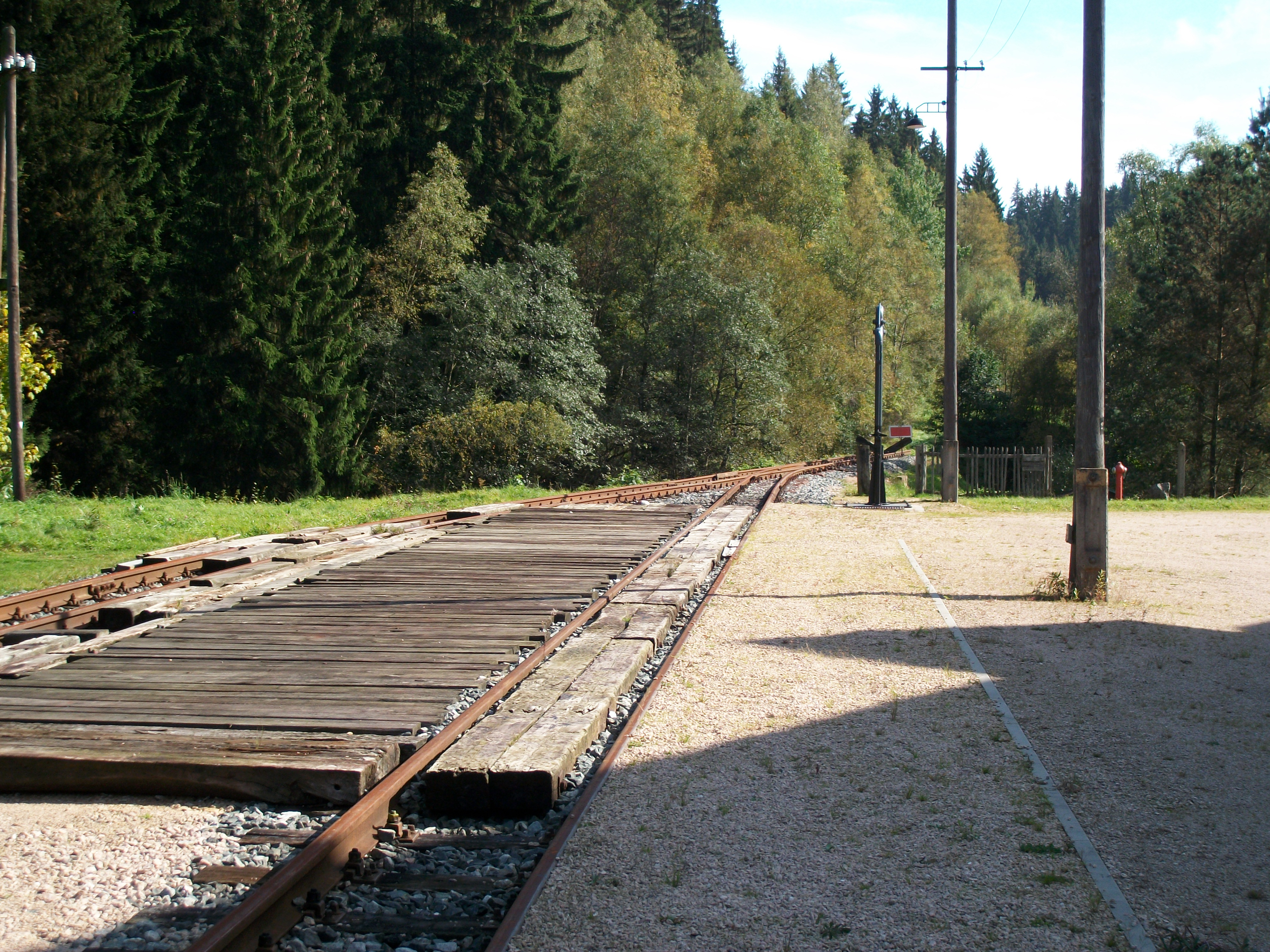
Reste der Schmalspurbahn nach Carlsfeld

In Wilzschhaus gibt es eine Reihe von staatlich geschützten Denkmalen, die meistens von der Vergangenheit als Eisenbahnknotenpunkt herrühren. Sie sind in der Liste der Kulturdenkmale Schönheides zu finden. Eine Besonderheit ist im Bereich der Mündung des Tannenbachs in die Mulde an einer Felswand das Denkmal für die Verwalter des Schönheider Reviers, das etwa um 1900 entstand und die Schönheider Revierförster von über 300 Jahren würdigt.
Museumsbahn
Seit 2007 ist Wilzschhaus ein bedeutender Ort für Eisenbahnfreunde. Der Förderverein Historische Westsächsische Eisenbahnen (FHWE) begann in diesem Jahr mit dem Betrieb der Strecke bis Rautenkranz mit einer Motordraisine. In den Folgejahren wurde die Route an den Fahrtagen bis Hammerbrücke erweitert. Die Erweiterung bis Schönheide Ost ist noch in der Planungsphase. Geplant waren die Reaktivierung der Schmalspurbahn bis Carlsfeld und die Anbindung an den schon bestehenden Teil zwischen Schönheide und Stützengrün. Als Neubau waren die Wiederherstellung der größten Schmalspurbahnbrücke Sachsens über die Zwickauer Mulde und der Streckenneubau von Stützengrün nach Wernesgrün geplant. Diese Bemühungen in den 2010er Jahren, als touristisches Projekt unter dem Titel „Via Wilzschhaus - Neue Brücken für neue Horizonte - ein Wunder Wirklichkeit werden lassen“ betrieben, fand nicht die für das Projekt notwendigen Zustimmungen und Finanzbeteiligungen. Zwar standen im Haushalt des Landes Sachsen für 2013/2014 Mittel bereit, aber nur zwei der sechs von diesem Tourismusprojekt betroffenen Kommunen beschlossen ihre Beteiligung. Darauf wurde das Vorhaben abgesagt.
Der Modell-Eisenbahn-Verein Leipzig „Friedrich List“ e. V. hat in seiner Anlage ein Modell des Bahnhofs Schönheide Süd und seiner Umgebung einschließlich der großen Brücke für die Schmalspurbahn über die Mulde im Modellbahnformat H0 nachgebaut. Ein im Internet bei Youtube abrufbares Video von 15 Minuten Länge dokumentiert die Anlage in Betrieb.

## Wirtschaft

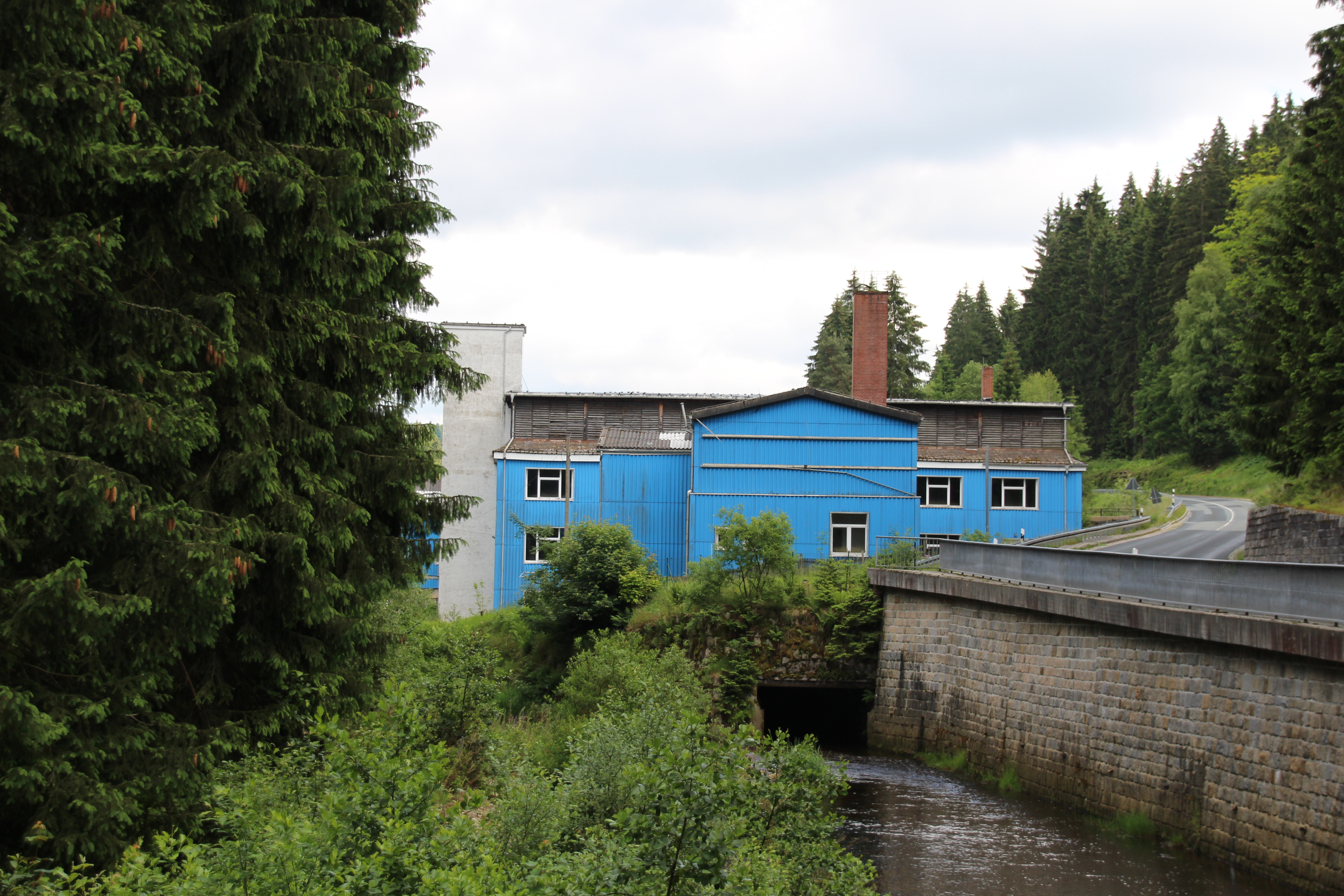
Frühere Holzschleiferei, vorn die Zwickauer Mulde (2015)

Außer der Beschäftigungsmöglichkeit beim Bahnknotenpunkt gab es in Wilzschhaus Arbeitsplätze bei einem „großen Sägewerk“, der Holzschleiferei, Pappen- und Papierfabrik. Ihre noch vorhandenen Bauten liegen an der Bundesstraße 283 zwischen der früheren Brücke der Schmalspurbahn über die Mulde und dem Ortseingang. Schon bald nach der Erfindung des Holzschliffverfahrens zur Herstellung von Papier und Pappe durch Friedrich Gottlob Keller im Jahr 1843 gründete Louis Friedrich in Wilzschhaus eine Holzstoff- und Pappenfabrik und nutzte zum Holzschleifen die Wasserkraft der Mulde. Das Erzeugnis war weiße Holzpappe im beschnittenen Format von 70 mal 100 Zentimetern. Bald gab es Zweigwerke in Wilzschmühle, Rautenkranz und im ein Stück abwärts der Mulde gelegenen Schönheider Ortsteil Altes Wiesenhaus. Die Firmenzentrale war in Wilzschhaus. Trotz Konkursen 1915 und in den 1930er Jahren blieb das Wilzschhäuser Werk im Besitz der Familie Friedrich, wurde nach Gründung der DDR erst mit staatlicher Beteiligung betrieben, in den 1960er Jahren als volkseigener Betrieb weitergeführt, führte noch Mitte der 1970er Jahre die Bezeichnung „VEB Pappenfabrik Wilzschhaus“ und kam schließlich unter das Dach der VEB Zellstoff- und Papierfabrik Weißenborn, wurde auf die Verarbeitung von Papier umgestellt und produzierte Schreibhefte. Dabei wurden die Holzschleif- und Pappenfabrikanlagen und sogar die Wasserkraftanlage verschrottet. Die Fabrik bestand bis zum Ende der DDR. Nachfolgeeinrichtungen nutzten dann die Gebäude, die in den 2000er Jahren eine Zeit lang nicht genutzt wurden und nun als Fabrikgebäude wieder dienen.
Ende der 1990er Jahre wurde eine neue Anlage zur Nutzung der Wasserkraft für die Stromgewinnung geschaffen, die die Fallhöhe von nicht weniger als 26,5 Meter nutzt. Zur Erhöhung des Wirkungsgrades der Anlage bei Niedrigwasser in der Zwickauer Mulde wurde 2018 eine kleine Ossberger-Turbine eingebaut.

## Verkehr
Wilzschhaus erreicht man über die im Tal der Zwickauer Mulde verlaufende Bundesstraße 283 von Schönheide nach Adorf im Vogtland. Nach und von Carlsfeld kann man die Staatsstraße 276 benutzen.

## Tourismus
Die noch vorhandene Eisenbahnstrecke wird gegenwärtig für touristische Bahnfahrten genutzt. Bei Wilzschhaus führt am Silberbach der Fernwanderweg Eisenach–Budapest vorbei. Der Anschluss an den Muldentalradweg steht bevor: Die bestehende Strecke von Aue bis Blauenthal auf der ehemaligen Bahntrasse soll bis Schönheiderhammer verlängert werden. Die Gemeinde Schönheide hat die Planung eines Radweges bis Wilzschhaus in Auftrag gegeben, die Weiterführung bis Muldenhammer ist ebenfalls in Arbeit. Ein ehemaliges Bahnwärterhaus auf der Südseite der Zwickauer Mulde etwa 800 Meter muldeaufwärts von Wilzschhaus dient der Sektion Greiz des Deutschen Alpenvereins seit dem Jahr 2000 als „Greizer Erzgebirgshütte“. Wilzschhaus ist Station der Tourismusstraße Dampfbahn-Route Sachsen.
Eine „Schanze der Jugend“, eine auch Wilzschhausschanze genannte Skisprungschanze, gab es von 1950 bis zu ihrem Abriss im Jahr 1965. Mangels Matten konnte sie nur bei Schnee und mangels Beleuchtung nur im Hellen benutzt werden. Den Schanzenrekord sprang der Schönheider Gottfried Tuscherer.

## Naturgebiet
Ein schmaler Streifen des Tals der Zwickauer Mulde im Bereich von Wilzschhaus gehört zum Teilgebiet 7 „Muldetal unterhalb Morgenröthe-Rautenkranz“ des Natura 2000-Gebietes „Oberes Zwickauer Muldetal“. In der kontinentalen Liste der Gebiete von gemeinschaftlicher Bedeutung der Europäischen Kommission hat es die EU-Melde-Nummer 5540-302. Das Gesamtgebiet ist durch Verordnung der Landesdirektion Chemnitz vom 26. Januar 2011 geschützt. Die Anlage der Verordnung nennt die Erhaltungsziele. Der nicht veröffentlichte Managementplan für dieses Gebiet enthält die Maßnahmen, die zur Erreichung der Erhaltungsziele geeignet sind.